# Chelkarita
La chelkarita és un mineral de la classe dels borats. Rep el nom del diapir de sal de Chelkar, al Kazakhstan, on va ser descoberta.

## Característiques
La chelkarita és un borat de fórmula química CaMgB₂O₄(Cl,OH)₂·5H₂O o semblant, amb una proporció Cl:OH de 3:1. Es tracta d'una espècie aprovada per l'Associació Mineralògica Internacional, i publicada per primera vegada el 1968. Cristal·litza en el sistema ortoròmbic.
Segons la classificació de Nickel-Strunz, la chelkarita pertany a «06.H - Borats sense classificar», juntament amb els següents minerals: braitschita-(Ce), ekaterinita, canavesita i qilianshanita.

## Formació i jaciments
Va ser descoberta al diapir de sal de Chelkar, a Shalkar (Regió d'Aktobe, Kazakhstan), tractant-se de l'únic indret de tot el planeta on ha estat descrita aquesta espècie mineral.